# Benno Schmitz
Benno Schmitz (Munique, 17 de novembro de 1994) é um jogador de futebol alemão que atua como zagueiro. Atualmente, joga pelo Grasshopper.

## Títulos
Red Bull Salzurg
- Campeonato Austríaco: 2014–15